# Черчино
Черчѝно (на италиански: Cercino, на западноломбардски: Scerscìn, Шершин) е село и община в Северна Италия, провинция Сондрио, регион Ломбардия. Разположено е на 487 m надморска височина. Населението на общината е 757 души (към 2010 г.).